# Степанов, Василий Иванович (философ)
Василий Иванович Степанов (1903—1979) — белорусский советский философ

, член-корреспондент АН БССР, заслуженный деятель науки БССР.

## Биография

Могила Степанова на Чижовском кладбище Минска.

Василий Степанов родился 13 марта 1903 года в селе Золотое (ныне — Красноармейский район Саратовской области). Участвовал в боях Гражданской войны. В 1932 году Степанов окончил Академию коммунистического воспитания имени Н. К. Крупской, после чего был направлен на работу в Сталинградский педагогический институт, был в нём деканом исторического факультета, проректором по научной работе, заведующим кафедрой. В 1942—1947 годах служил в армии, участвовал в боях Великой Отечественной войны.
В 1947 году переехал в Минск, где возглавил кафедру диалектического и исторического материализма в Белорусском государственном университете, параллельно занимал должность проректора университета по научной работе. В 1960 году защитил докторскую диссертацию, в 1961 году был утверждён в должности профессора, а в 1967 году был избран членом-корреспондентом Академии наук Белорусской ССР.
Являлся автором большого количества научных работ в области философии, исследовал философские и социологические взгляды известных философов, в том числе Владимира Ленина, Виссариона Белинского, Александра Герцена, Николая Добролюбова, Михаила Ломоносова, Николая Чернышевского. В 1977 году Степанову было присвоено звание заслуженного деятеля науки Белорусской ССР.
Умер 22 мая 1979 года, похоронен на Чижовском кладбище Минска.
Был награждён орденами Красного Звезды и Трудового Красного Знамени, рядом медалей.